# Hansjörg Huber
Hansjörg Michael Huber (* 1960 in Köln) ist ein deutscher Jurist, Hochschullehrer an der Hochschule Zittau/Görlitz und war ab 2018 bis 2021 stellvertretendes Mitglied der G 10-Kommission.

## Leben
Huber studierte ab 1979 Rechtswissenschaften und Geschichte in München. Das Erste Juristische Staatsexamen legte er 1985, das Zweite Juristische Staatsexamen und die Magisterprüfung Geschichte in den Jahren 1988/89 ab. Von 1989 bis Ende 1992 war er Mitglied des Graduiertenkollegs Rechtsgeschichte an der Universität Frankfurt/Main. 2000 wurde er mit der juristischen Dissertation Koloniale Selbstverwaltung in Deutsch-Südwestafrika: Entstehung, Kodifizierung und Umsetzung promoviert.
Huber ist Mitglied des Kuratoriums der AfD-nahen Desiderius-Erasmus-Stiftung und Mitglied der AfD-Fraktion im Kreistag des Landkreises Görlitz. Er war zudem seit 2018 für die AfD stellvertretendes Mitglied der G 10-Kommission und Beisitzer im Vorstand des Landesverbandes Sachsen des Verein für Deutsche Kulturbeziehungen im Ausland (vormals Verein für das Deutschtum im Ausland) e. V.
Die AfD nominierte ihn im November 2018 erfolglos als Nachfolger von Ferdinand Kirchhof als Richter des Bundesverfassungsgerichts, Union, SPD, Grüne und FDP hatten sich allerdings schon auf Stephan Harbarth festgelegt. Im Jahr 2024 sprach er sich als von der AfD benannter Sachverständiger im Deutschen Bundestag gegen das Gesetz zur Änderung des Bundesverfassungsgerichtsgesetzes und des Untersuchungsausschussgesetzes aus, das dem Ziel dienen sollte, bisherige Möglichkeiten der Sperrminorität durch Oppositionsparteien im Bundestag bei der Richterwahl auszuschließen. Das Gesetz macht es kleinen Oppositionsparteien im Bundestag nahezu unmöglich eigene Richter in das Bundesverfassungsgericht zu entsenden. Huber plädierte für eine Vertretung aller Bundestagsparteien durch Richter im Bundesverfassungsgericht, um Zustände wie in Polen zu vermeiden. Im September 2024 erschien in "Zeit Campus" ein Bericht über die Kritik von Studierenden an von Huber innerhalb der Hochschule getätigten Aushängen im Rahmen der Flüchtlingsdebatte.

## Forschung und Lehre
Huber ist Professor für "Recht der sozialen Arbeit (Sozialrecht, Recht der Verwaltung)" an der Hochschule Zittau/Görlitz, Fakultät Sozialwissenschaften. Im Jahr 2009 erwirkte er erfolgreich einen Beschluss des OVG Bautzen, nach dem "ein Hochschullehrer [...] nicht verpflichtet [ist], Lehrveranstaltungen außerhalb seines Faches und seinem Berufungsgebiet verwandter Gebiete zu übernehmen". Im Jahr 2014 unterlag er, im einstweiligen Verfahren – ebenfalls beim OVG Bautzen – mit dem Versuch, seine Hochschule zur Gewährung eines Forschungsfreisemesters für eine Forschungsprojekt im Bereich des Kolonialrechts zu verpflichten. Im Jahr 2018 gewann er mit einer Fortsetzungsfeststellungsklage, die Hochschule Zittau/Görlitz wurde verurteilt, zwei Forschungssemester zu gewähren.
2011 erhielt Huber bei einer Ausschreibung den Zuschlag für den Kauf des Schlosses in Oderwitz. Die Entscheidung zum Verkauf an Huber wurde aber nachträglich revidiert, weil dieser das Rittergut nicht nur privat nutzen wollte, sondern auch die Einrichtung eines Forschungsinstitutes plante.

## Veröffentlichungen
- Koloniale Selbstverwaltung in Deutsch-Südwestafrika: Entstehung, Kodifizierung und Umsetzung; Lang, Frankfurt am Main 2000, ISBN 978-3-631-35452-0.
- „Erst Selbsterhaltung, dann Selbstverwaltung". Verwaltungsbeteiligung deutscher Siedler in der Kolonie Südwestafrika, in: Rüdiger Voigt/Peter Sack (Hrsg.), Kolonialisierung des Rechts. Zur kolonialen Rechts- und Verwaltungsordnung, Nomos, Baden-Baden 2001, 293–314.
- Entstehung und Entwicklung der kommunalen Selbstverwaltung in Deutsch-Südwestafrika bis zum Ersten Weltkrieg, dargestellt am Beispiel der Hauptstadt Windhuk, Magisterarbeit (Universität München), 1989,http://hdl.handle.net/11070.1/2194